# Клеймёнов, Кирилл Алексеевич
Кири́лл Алексе́евич Клеймёнов (род. 20 сентября 1972, Москва, РСФСР, СССР) — российский медиаменеджер, телеведущий, филолог, журналист и пропагандист. Заместитель генерального директора, директор Дирекции информационных программ, член Совета директоров «ОРТ/Первого канала». Член Совета директоров футбольного клуба «Спартак» (Москва). Ведущий информационной телевизионной программы «Время» (1998—2004, с 2018 года — с перерывами). Член Академии российского телевидения (с 2007 года). Член Общественного совета при Министерстве внутренних дел Российской Федерации созыва 2020—2023 годов и Общественного совета при Министерстве обороны Российской Федерации созыва 2017—2020 годов.
За «распространение кремлевских нарративов, пропагандистскую деятельность» и поддержку войны находится под санкциями Евросоюза и Канады.

## Биография

### Ранние годы и личная жизнь
Родился 20 сентября 1972 года в Москве. Отец окончил физический факультет МГУ, работал в Институте химической физики, занимался акустической микроскопией, позднее занимался бизнесом. Мать, выпускница филологического факультета МГУ, работала журналистом, затем — в государственной структуре.
В 1989 году окончил московскую среднюю общеобразовательную школу № 43 имени Ю. А. Гагарина (ныне — Московская гимназия на Юго-Западе № 1543).
В 1990 году был выпускающим редактором на иновещании Гостелерадио СССР.
В 1991 году прошёл восьмимесячную стажировку в Хельсинкском университете.
В 1994 году окончил романо-германское отделение филологического факультета Московского государственного университета (МГУ) имени М. В. Ломоносова.
Владеет иностранными языками: финским, английским и шведским. Увлекается водными видами спорта, в школьные годы занимался хоккеем и плаванием, во время учёбы в МГУ — самбо.
Является болельщиком московского футбольного клуба «Спартак».
Женат. Первая жена (1994—2000) — Майя, однокурсница. Вторая жена — Мария. У пары есть дочь Александра (род. 2001). По данным официальной биографии 2020 года, имеет пятерых детей.

### Карьера
С весны 1992 года работал на нескольких радиостанциях, был ведущим информационных (на «Радио 101») и музыкальных программ (на радиостанции «Рокс»). Одновременно являлся корреспондентом информационного агентства «Интерфакс».
В мае 1993 года был назначен редактором международной информации в программе «Телеутро» на 1-м канале «Останкино», а с июля того же года стал ведущим рубрики «Хроника дня» этой программы.
С июня 1997 года начал вести утренние и дневные выпуски «Новостей» на «ОРТ».
С 7 ноября 1998 года по 28 апреля 2004 года — постоянный ведущий выпусков информационной телевизионной программы «Время» Дирекции информационных программ ОАО «ОРТ», с сентября 2002 года — ОАО «Первый канал», чередуясь с Екатериной Андреевой в графике «неделя через одну». Решение о назначении Клеймёнова ведущим принял Сергей Доренко, на тот момент — главный продюсер Дирекции информационных программ и директор информационной службы «ОРТ».
В 2002 году являлся ведущим специального ток-шоу о Чемпионате мира по футболу в Южной Корее и Японии под названием «Большой футбол» на том же телеканале.
В 2003 году — соавтор, ведущий в документальном фильме-расследовании «Убить Кеннеди» (реж. Антон Мегердичев).
С мая по ноябрь 2004 года работал пресс-секретарём президента и заместителем начальника департамента общественных связей компании «Лукойл».
16 ноября 2004 года был назначен директором Дирекции информационных программ и заместителем генерального директора «ОРТ/Первого канала» (сменив на этой должности Сергея Горячёва).
С 2007 года по настоящее время является членом Академии российского телевидения.
В 2008 и 2009 годах Кирилл Клеймёнов общался с президентом России Дмитрием Медведевым в эфире программы «Время».
Также Клеймёнов принимал участие в «Прямых линиях с Владимиром Путиным»; изначально, в 2001—2003 годах — в качестве модератора телефонных звонков, в 2013—2015 годах — в качестве основного ведущего программы в паре с Марией Ситтель и в 2018 году — с Андреем Кондрашовым.
Снялся в художественном фильме «Ночной дозор» режиссёра Тимура Бекмамбетова в роли-камео — ведущего новостей «Первого канала».
Является членом Совета директоров ОАО (с декабря 2016 года — АО) «ОРТ/Первый канал».
С 26 августа 2013 года входит в состав Совета по присуждению премий Правительства Российской Федерации в области средств массовой информации.
Является членом Общественного совета при Министерстве обороны Российской Федерации созыва 2017—2020 годов.
1 января 2018 года провёл новогодний выпуск программы «Время», посвящённый её 50-летию.
С 19 февраля по 8 мая, с 8 октября по 29 декабря 2018 года, с 14 октября по 27 декабря 2019 и с 3 февраля по 30 июня 2020 года (с перерывом с 27 декабря 2019 по 3 февраля 2020 года) — ведущий информационной телевизионной программы «Время» на «Первом канале» для Центральной России по будням. Вернулся в эфир после 14-летнего перерыва. В одном из интервью, рассказывая о своём возвращении в кадр, допустил, что как только удастся создать и обкатать новый формат студии и программы как работающую и понятную систему, «с радостью передаст всё в другие руки».
30 июня 2021 года был приглашен в Совет директоров футбольного клуба «Спартак» (Москва), в котором отвечал за GR и взаимоотношения клуба с государственными и общественными организациями.

## Критика
Комментируя замену ведущих в программе «Время» в 2018 году, телекритик Слава Тарощина предположила, что у Екатерины Андреевой, в отличие от Кирилла Клеймёнова, не было «нужного градуса наглости и вседозволенности», в то время как циничность и «хабалистая, победительная» интонация в информационных передачах федеральных каналов важнее, чем сама информация как таковая. Колумнист газеты «Собеседник» Ольга Сабурова охарактеризовала Кирилла Клеймёнова как «ежедневную копию Киселёва». Телевизионный критик Александр Кондрашов также сравнил этих ведущих, добавив лишь, что Киселёв в таком образе более органичен. Обозреватель интернет-портала Lenta.ru Светлана Поворазнюк, анализируя работу ведущего, отмечала, что характер подводок Клеймёнова имеет некоторое сходство с аналогичными у Киселёва и частично — у бывшего ведущего «Времени» Валерия Фадеева. По мнению Владимира Кара-Мурзы, ведущий «Времени» подражает не столько коллеге с канала «Россия-1», сколько своему начальнику Константину Эрнсту, копируя его манеру и причёску. Помимо прочего, в более поздней статье обозреватель охарактеризовал Клеймёнова как весьма среднего ведущего, не способного на демонстрацию чего-то сверхъестественного, который запомнится зрителям исключительно «хамством, которое позволял себе в эфире главных новостей».
Ирина Петровская называет Клеймёнова «певцом параллельной реальности» и считает, что он нарушает каноны информационного жанра, постоянно высказывая своё личное мнение по поводу освещаемых событий с целью сформировать соответствующее отношение зрителей к происходящему. Так, она отметила, что, освещая предвыборную президентскую кампанию, ведущий превращал каждую свою подводку «то в проповедь, то в язвительный фельетон, а то и во вдохновенную апологию». Ещё одним примером подобного рода является освещение отравления Сергея Скрипаля, рассказывая о котором, Клеймёнов заявил об опасности «профессии предателя», что вызвало резонанс в ряде европейских СМИ. Другие неоднозначные высказывания и оценочные суждения ведущего в эфире также неоднократно становились объектом внимания журналистов и критиков. По мнению телеобозревателя газеты «Московский комсомолец» Александра Мельмана, Клеймёнов «занимается не журналистикой, а пропагандой».

## Санкции
В октябре 2022 года, на фоне вторжения России на Украину, был внесён в санкционный список Канады «российских агентов дезинформации» за «причастность в распространении российской дезинформации и пропаганды».
15 января 2023 года, как российский пропагандист, был внесён в санкционный список Украины.
С 25 февраля 2023 года находится под санкциями Евросоюза за поддержку российской войны.

Первый канал поддерживает и усиливает политику властей России через свою пропагандистскую деятельность.Во время агрессии против Украины "Первый канал" был одним из наиболее активных и заметных инструментов в распространении кремлевского нарратива, поддерживая войну агрессивными высказываниями и подрывая территориальную целостность Украины, поддерживая незаконную аннексию Крыма.. Кирилл Клейменов имеет прямое влияние на информационное наполнение "Первого канала" и на то, как он сообщает о российской агрессии против Украины...— «Официальный журнал Европейского союза», Брюссель, 25 февраля 2023 года
По аналогичным основаниям находится под санкциями Швейцарии. Ранее Клеймёнов, как российский пропагандист, был внесён ФБК в список коррупционеров и разжигателей войны с предложением введения против него международных санкций.

## Признание заслуг

### Государственные награды
- 2006 — орден Дружбы — «за большой вклад в развитие отечественного телерадиовещания и многолетнюю плодотворную деятельность»[62].
- 2008 — орден Почёта — «за информационное обеспечение и активную общественную деятельность по развитию гражданского общества в Российской Федерации»[63].
- 2014 — орден «За заслуги перед Отечеством» IV степени (вручён 19 сентября 2014 года)[64].

### Общественные награды
- 2002 — первая премия (вместе с Максимом Бобровым) на Всероссийском конкурсе на лучший материал СМИ о выборах Союза журналистов России за 2001 год[65].
- 2018 — специальный приз индустриальной телевизионной премии «ТЭФИ» в категории «Вечерний прайм» — «за создание нового образа программы „Время“»[66][67].